# Stephen Humphrey Bogart
Pour les articles homonymes, voir Bogart (homonymie).
Stephen Humphrey Bogart, né le 6 janvier 1949 à Los Angeles, en Californie, aux États-Unis, est un écrivain et producteur de télévision américain, auteur de romans policiers. Il est le fils de Lauren Bacall et d'Humphrey Bogart.

## Biographie
En 1994, il publie son premier roman Play It Again (Play It Again) dans lequel les références au cinéma sont nombreuses. Ce titre reprend une phrase du film Casablanca. Brooks, détective privé new-yorkais, enfant de deux vedettes de cinéma, mène une enquête pour retrouver un psychopathe qui a assassiné sa mère. Il récidive en 1996 avec Le Remake (As Time Goes By). Pour Claude Mesplède et Michèle Witta, « ces deux romans confirment un véritable talent d’écrivain ».
En 1995, il publie une biographie de son père Bogart, mon père (In Search of My Father).

## Œuvre

### Romans

#### Série Brooks
- Play It Again (1994) Publié en français sous le titre Play It Again, traduit par Michel Lebrun, Paris, Éditions Denoël, coll. « Thriller », 1996  (ISBN 2-207-24411-3) ; réédition, Paris, Gallimard, coll. « Folio policier » no 7, 1998  (ISBN 2-07-040635-0)
- As Time Goes By (1996) Publié en français sous le titre Le Remake, traduit par Michel Lebrun, Paris, Éditions Denoël, coll. « Thriller », 1998  (ISBN 2-207-24606-X) ; réédition, Paris, Gallimard, coll. « Folio policier » no 91, 1999  (ISBN 2-07-040844-2)

### Biographie
- In Search of My Father, (1995) Publié en français sous le titre Bogart, mon père, traduit par Philippe Loubat-Delranc, Paris, Éditions Denoël, 1996  (ISBN 2-207-24444-X)

## Sources
: document utilisé comme source pour la rédaction de cet article.
- Claude Mesplède (dir.), Dictionnaire des littératures policières, vol. 1 : A - I, Nantes, Joseph K, coll. « Temps noir », 2007, 1054 p. (ISBN 978-2-910-68644-4, OCLC 315873251), p. 249